# Spessartine
La spessartine est un minéral de la famille des grenats (groupe des silicates, sous-groupe des nésosilicates), de formule idéale  Mn3Al2(SiO4)3 avec des traces de Ti, Fe, Mg, Ca, Y et H2O. Les pierres gemmes peuvent être taillées comme pierre fine. La spessartine forme une série avec le grenat almandin et le pyrope. Cristaux jusqu'à 10 cm.

## Historique de la description et appellations

### Inventeur et étymologie
C'est le minéralogiste français François Sulpice Beudant qui en a fait la description en 1832. Le nom évoque la localité de Spessart en Bavière (Allemagne), la région type de ce minéral.

### Topotype
Sommer'scher Bruch, Wendelberg, Haibach, Aschaffenbourg, Basse-Franconie, Spessart en Bavière (Allemagne).

### Synonymie
- Érinite (Jan Stephanus van der Lingen), forme verte de spessartine
- Partschinite (Otto Zedlitz 1933) [4]
- Spessartite

## Caractéristiques physico-chimiques

### Variétés
- Brandãosite : variété de spessartite pauvre en (Al,Fe)2O3 de formule idéale : (Mn,Fe)4(Al,Fe)2Si4O15, trouvée à Mangualde, Viseu District, Portugal (Amílcar Mário de Jesus (1895–1960), 1936)[5].
- Émildine (Jan Stephanus van der Lingen 1928) : variété yttrifère de spessartine trouvée à Walvis Bay (Walvisbaai) District, Erongo, Namibie.
- Spandite : mot formé à partir de SPessartine et ANdradite. Variété riche en calcium et fer de spessartine ou variété riche en manganèse et aluminium d'andradite. Trouvée dans deux occurrences mondiales : Vizianagaram District, Andhra Pradesh, Inde[6] et  Lazarivo, Betioky, Tuléar (Toliara), Madagascar[7].

### Cristallochimie
- La spessartine forme une série avec le grenat almandin et le pyrope.

### Cristallographie
- Paramètres de la maille conventionnelle :a = 11,621 Å, Z = 8 ; V = 1 569,39 Å3
- Densité calculée = 4,19

## Gîtes et gisements

### Gîtologie et minéraux associés
GîtologieCette espèce apparaît en général dans les granites, ou les pegmatites et dans une moindre mesure, les phyllites métamorphiques. Les gemmes proviennent de pegmatites granitiques.
Minéraux associésAlbite, alleghanyite, apatite, béryl, bixbyite, feldspaths  potassiques, galaxite, muscovite,  pseudobrookite, pyroxmangite, quartz, rhodonite, téphroïte, topaze, tourmalines.

## Gisements remarquables
- Allemagne
  - Sommer'scher Bruch, Wendelberg, Haibach, Aschaffenbourg en Basse-Franconie, Spessart en Bavière, Allemagne[8]
- Belgique
  - Bihain, Vielsalm, massif de Stavelot, province de Luxembourg[9]
- Brésil
  - Itajubatiba, Catingueira, Borborema, Paraíba[10]
- Canada
  - La mine Jeffrey, Comté Les Sources, Asbestos au Québec[11]
- Chine
  - Putian, Préfecture de Putian, Province de Fujian
- France
  - La Roche, Calanhel, Callac, Côtes-d'Armor, Bretagne[12]
  - Mines du Costabonne, Prats de Mollo-La Preste, Céret, Pyrénées-Orientales, Languedoc-Roussillon
  - Carrière de Mas-Barbu, Bessines-sur-Gartempe, Haute-Vienne, Limousin[13]
  - Chanteloube, Razès, Haute-Vienne, Limousin[14]
  - Plan de Labasse, Nabias, Vallée d'Aure, Hautes-Pyrénées, Midi-Pyrénées[15]
  - Mine de Coustou, Vielle Aure, Vallée de l'Aure, Hautes-Pyrénées, Midi-Pyrénées[16]
- Grèce
  - Île de Paros, Cyclades, Kykládes[17]

## Exploitation des gisements
UtilisationsPropriétés abrasives
La spessartine est le minéral responsable de la finesse exceptionnelle des propriétés abrasives du coticule de Vielsalm (Belgique). Cette roche microcristalline est un schiste métamorphique à grain très fin, composé aux deux tiers environ de petits cristaux de spessartine, dont les plus gros atteignent à peine 20 microns de diamètre. Cette roche assez rare dont les carrières d'extraction situées en Ardenne belge sont actuellement quasiment épuisées, était exploitée depuis le début du XVIIe siècle pour en faire des pierres à rasoir très recherchées pour leur grande longévité.